# Baschi
Baschi – miejscowość i gmina we Włoszech, w regionie Umbria, w prowincji Terni.
Według danych na rok 2004 gminę zamieszkiwało 2651 osób, 39 os./km².